# 沃通旺縣
沃通旺縣（英語：Watonwan County）是美國明尼蘇達州南部的一個縣。面積1,139平方公里。根據美國2000年人口普查，共有人口11,876人。縣治聖詹姆斯 （St. James）。
成立於1860年2月25日，縣政府成立於1871年6月15日。縣名來自同名的河，是印第安語的英語化，意思不明，可能與「魚」或者「看見」有關。